# Raša (opčina)
Raša (italsky Arsia) je vesnice a správní středisko stejnojmenné opčiny v Chorvatsku v Istrijské župě. Nachází se asi 3 km jihozápadně od Labinu a asi 36 km severovýchodně od Puly. V roce 2011 žilo v Raši 1 440 obyvatel, v celé opčině pak 3 183 obyvatel. Opčina je pojmenována podle stejnojmenné řeky, Rašou však neprochází tato řeka, ale řeka Krapan.
V opčině žije významná bosňácká menšina a celkem 569 obyvatel (17,88 % obyvatelstva opčiny) vyznává islám, kvůli čemuž je Raša opčina s procentuálně třetí největší islámskou komunitou (po opčinách Gunja ve Vukovarsko-sremské župě a Cetingrad ve Karlovacké župě).
Součástí opčiny je celkem 23 trvale obydlených vesnic. Dříve byly součástí opčiny i vesnice Burijaki, Cerovica, Ivanušići a Kapelica.
- Barbići – 66 obyvatel
- Brgod – 157 obyvatel
- Brovinje – 81 obyvatel
- Crni – 15 obyvatel
- Drenje – 45 obyvatel
- Koromačno – 180 obyvatel
- Krapan – 151 obyvatel
- Kunj – 70 obyvatel
- Letajac – 33 obyvatel
- Most-Raša – 78 obyvatel
- Polje – 25 obyvatel
- Raša – 1 440 obyvatel
- Ravni – 73 obyvatel
- Skitača – 3 obyvatelé
- Skvaranska – 5 obyvatel
- Stanišovi – 38 obyvatel
- Sveta Marina – 50 obyvatel
- Sveti Bartul – 227 obyvatel
- Sveti Lovreč Labinski – 55 obyvatel
- Topid – 136 obyvatel
- Trget – 35 obyvatel
- Trgetari – 50 obyvatel
- Viškovići – 170 obyvatel

Opčinou procházejí státní silnice D66, D421 a D500 a župní silnice Ž5081, Ž5103, Ž5173 a Ž5177.